# Madárhegy
Madárhegy Budapest egyik városrésze a XI. kerületben, Spanyolrét és Hosszúrét között.

## Fekvése

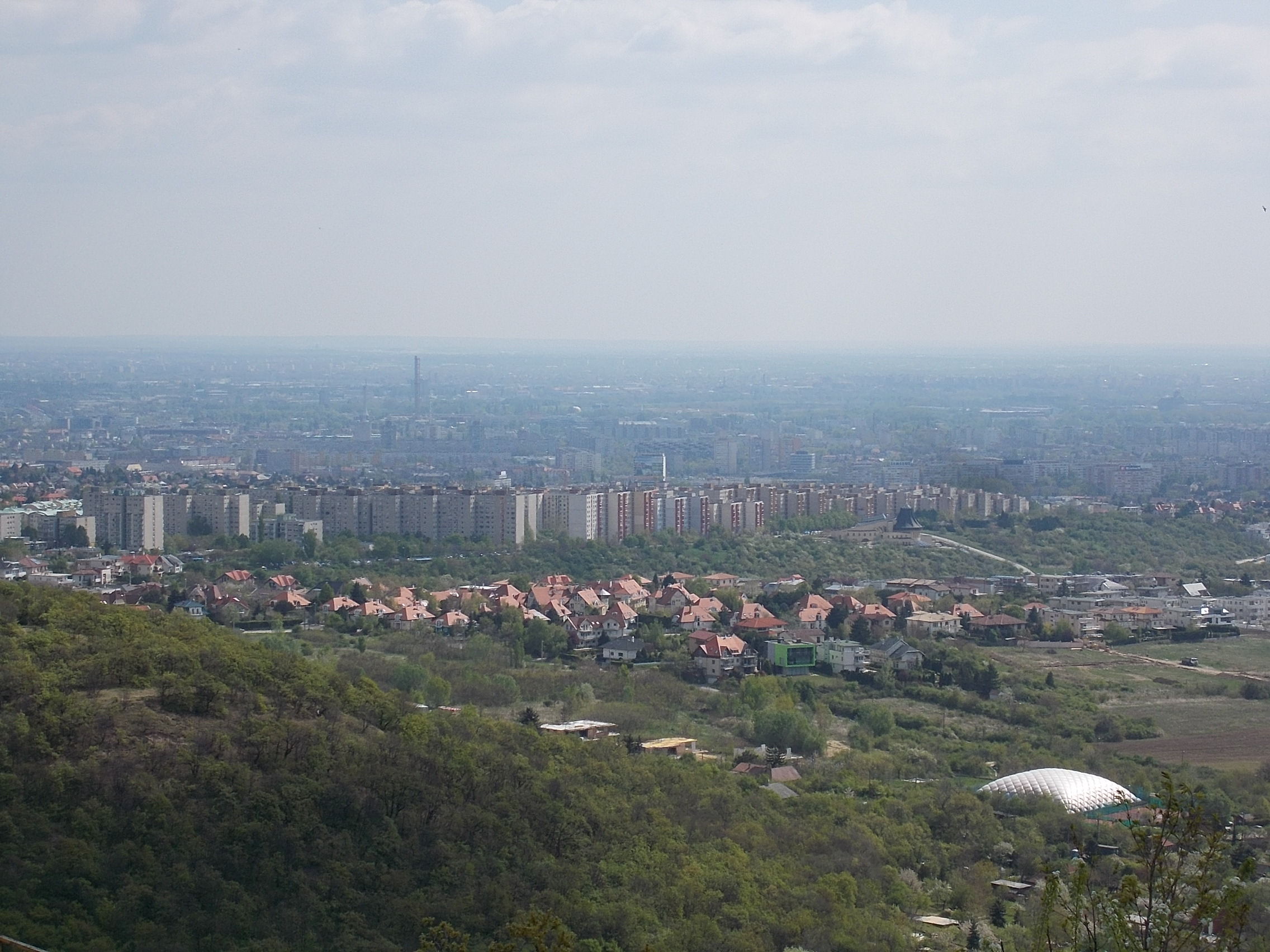
Madárhegy Budaörs Frankhegy városrészéből, mögötte Gazdagrét

Határai: Törökbálinti út a Rupphegyi úttól – Hosszúréti út – Budaörsi út – Rupphegyi út a Törökbálinti útig.

## Története
A környék 1847-ben, Döbrentei Gábor kezdeményezésére az addigi Starentanz (magyarul Seregélyes) helyett kapta ezt a nevet. A területet csak 2006 után kezdték beépíteni kis és közepes méretű társasházakkal, addig jóformán lakatlan volt.